# 日常 (映画)
『日常』（にちじょう）は、2002年製作・2006年2月4日公開の日本映画。出演者はすべて吉本興業所属のお笑い芸人（総勢18組27人）。大阪の街でさまざまな登場人物たちが織り成す、ごくありふれた日常風景を描いている。
2007年2月3日には続編『日常〜恋の声〜』が公開された。

## 出演
- ケンドーコバヤシ　※ストリートミュージシャン仮面ドライバー
- 次長課長　※井上：ストリートミュージシャン仮面ドライバー、河本：タクシー運転手
- 友近
- しずちゃん（南海キャンディーズ）
- フットボールアワー
- ブラックマヨネーズ
- 松本康太（レギュラー）
- サバンナ
- チュートリアル
- なだぎ武（ザ・プラン9）
- 浅越ゴエ（ザ・プラン9）
- ビッキーズ（解散）
- 白川悟実（$10）
- 土肥ポン太
- 野性爆弾
- 林克治（カリカ）
- 小籔千豊
- メッセンジャーあいはら
- バッファロー吾郎

## スタッフ
- 監督:笹部香
- プロデューサー:覚野公一、小口直子
- 撮影:津田欣典
- 音楽:塩見佳久
- 脚本:松本真一、渡辺鐘、森詩津規、遠藤敬、野々村友紀子
- 制作協力:吉本興業
- 製作:エス・エス・エム

## DVD
- 日常（2006年5月24日発売）　販売元：メディアファクトリー

## テレビ番組
『しずちゃんの日常』は、2006年1月から2006年3月までテレビ東京のEネ!枠にて日曜日深夜2:30 - 2:40に放送された、山崎静代が出演したラジオ番組風バラエティ番組。